# IJsselderby
De IJsselderby is naam voor de voetbalwedstrijden tussen de Overijsselse voetbalclubs PEC Zwolle en Go Ahead Eagles uit Deventer. De term refereert aan de rivier de IJssel die langs beide steden voert. De derby wordt ondanks zijn relatief recente ontstaan gezien als een van de meest markante van Nederland, vergelijkbaar met de Gelderse derby en de Twentse derby. In het boek De Derby van auteur Menno Pot wordt de IJsselderby zelfs beschreven als de meest grimmige derby die hij ooit heeft bezocht.

## Geschiedenis
Voor de jaren zeventig kenden de twee clubs weinig rivaliteit. PEC Zwolle had vooral gestreden tegen stadsgenoot Zwolsche Boys en nauwelijks tegen Go Ahead. Toen Zwolsche Boys om financiële redenen genoodzaakt was uit het betaald voetbal te vertrekken, zag men die club bij PEC niet langer als aartsvijand. De supporters van Zwolsche Boys trokken zelfs deels naar PEC. 
Go Ahead Eagles kende na de oprichting in eerste instantie rivaliteit met stadsgenoot UD. In de jaren 70 en 80 waren vooral de wedstrijden tegen FC Twente beladen. In de jaren 80 kwam PEC Zwolle tevens uit in de Eredivisie, en begon de rivaliteit tussen Go Ahead Eagles en PEC Zwolle vorm te krijgen. In 1983 werd de term 'IJsselderby' voor het eerst gebruikt, maar was de strijd tussen de supportersgroepen nog beperkt. Nadat beide clubs waren gedegradeerd en vanaf de jaren 90 de meeste seizoenen gezamenlijk uitkwamen in de Eerste Divisie, werd de animositeit tussen de supporters heviger. Bij confrontaties wordt altijd extra ME ingezet om de kans op hevig hooligangeweld tegen te gaan.

## Uitslagen
| 1929/30                                                                                                | Eerste klasse 1929/30              | PEC             | 3–3 | Go Ahead        | Huub Pallandt (2x), Philip de Bruin                                      | Theo de Kreek, Herman Brilleman, Roelof de Vries                         |
| 1929/30                                                                                                | Eerste klasse 1929/30              | Go Ahead        | 6–1 | PEC             | Roelof de Vries (3x), Jan de Kreek (2x), Theo de Kreek                   | Huub Pallandt                                                            |
| 1930/31                                                                                                | Eerste klasse 1930/31              | PEC             | 1–0 | Go Ahead        | Huub Pallandt                                                            |                                                                          |
| 1930/31                                                                                                | Eerste klasse 1930/31              | Go Ahead        | 1–4 | PEC             | Jan de Kreek                                                             | Huub Pallandt (2x), Tom Knuppel, Lourents van de Bend                    |
| 1930/31                                                                                                | Beslissingswedstrijd kampioenschap | Go Ahead        | 2–1 | PEC             | Jan de Kreek (2x)                                                        | Jan van der Meulen                                                       |
| 1931/32                                                                                                | Eerste klasse 1931/32              | PEC             | 4–1 | Go Ahead        | Lulof Heetjans (2x), Coen van Brummen, Bas Doorneweert                   | Cornelis Vos                                                             |
| 1931/32                                                                                                | Eerste klasse 1931/32              | Go Ahead        | 1–2 | PEC             | Roelof de Vries                                                          | Huub Pallandt, Jan Manni                                                 |
| 1932/33                                                                                                | Eerste klasse 1932/33              | PEC             | 1–3 | Go Ahead        | Wim Velthuizen                                                           | Jan de Kreek, Matena, Richard Buiting                                    |
| 1932/33                                                                                                | Eerste klasse 1932/33              | Go Ahead        | 1–2 | PEC             | Jan de Kreek                                                             | De Bruyn, Philip de Bruyn                                                |
| 1933/34                                                                                                | Eerste klasse 1933/34              | PEC             | 0–3 | Go Ahead        |                                                                          | Jan Halle, Henny Koopman, Roelof de Vries                                |
| 1933/34                                                                                                | Eerste klasse 1933/34              | Go Ahead        | 3–1 | PEC             | Jan de Kreek (2x), Henny Koopman                                         | Kaiser                                                                   |
| 1934/35                                                                                                | Eerste klasse 1934/35              | PEC             | 0–3 | Go Ahead        |                                                                          | Herman Koopman (2x), Theo de Kreek                                       |
| 1934/35                                                                                                | Eerste klasse 1934/35              | Go Ahead        | 0–2 | PEC             |                                                                          | Theo Eikenaar, Lulof Heetjans                                            |
| 1935/36                                                                                                | Eerste klasse 1935/36              | PEC             | 1–1 | Go Ahead        | Jan van der Meulen                                                       | Harry Wagenvoort                                                         |
| 1935/36                                                                                                | Eerste klasse 1935/36              | Go Ahead        | 1–0 | PEC             | Henny Koopman                                                            |                                                                          |
| 1936/37                                                                                                | Eerste klasse 1936/37              | PEC             | 3–0 | Go Ahead        | Pallandt (2x), Jan van der Meulen                                        |                                                                          |
| 1936/37                                                                                                | Eerste klasse 1936/37              | Go Ahead        | 3–0 | PEC             | Roelof de Vries (2x), Herman Koopman                                     |                                                                          |
| 1937/38                                                                                                | Eerste klasse 1937/38              | PEC             | 0–1 | Go Ahead        |                                                                          | Jan Kolkman                                                              |
| 1937/38                                                                                                | Eerste klasse 1937/38              | Go Ahead        | 3–0 | PEC             | Kieftenbelt, Jan Kolkman, Herman Koopman                                 |                                                                          |
| 1940/41                                                                                                | Promotiecompetitie                 | PEC             | 2–0 | Go Ahead        | Cornelis Mulder, Harry Kliphuis                                          |                                                                          |
| 1940/41                                                                                                | Promotiecompetitie                 | Go Ahead        | 2–2 | PEC             | Herman Koopman, Piet Vogelzang (e.d.)                                    | Frans Tausch, Cornelis Mulder                                            |
| 1942/43                                                                                                | Eerste klasse 1942/43              | PEC             | 2–5 | Go Ahead        | Cornelis Mulder (2x)                                                     | Harry Wagenvoort, Henny Koopman, Roelofs, Roelof de Vries, Kees Kerkdijk |
| 1942/43                                                                                                | Eerste klasse 1942/43              | Go Ahead        | 8–2 | PEC             | Kees Kerkdijk (4x), Roelofs (2x), Henny Koopman (2x)                     | Frans Tausch, Jan Doorneweert                                            |
| 1943/44                                                                                                | Eerste klasse 1943/44              | PEC             | 0–1 | Go Ahead        |                                                                          | Jan Kolkman                                                              |
| 1943/44                                                                                                | Eerste klasse 1943/44              | Go Ahead        | 4–0 | PEC             | Jan Kolkman (2x), Henny Koopman, Bloemendal                              |                                                                          |
| 1945/46                                                                                                | Eerste klasse 1945/46              | Go Ahead        | 6–1 | PEC             | Van de Marcke (2x), Bloemendal, A. Kolkman, Jan Kolkman, Van Beest       | Cornelis Mulder                                                          |
| 1945/46                                                                                                | Eerste klasse 1945/46              | PEC             | 1–4 | Go Ahead        | Gé Maalstee                                                              | Kees Kerkdijk (2x), A. Kolkman, Neuteboom                                |
| Toetreding betaald voetbal                                                                             |                                    |                 |     |                 |                                                                          |                                                                          |
| 1955/56                                                                                                | Eerste klasse 1955/56              | PEC             | 4–3 | Go Ahead        | Joop Schuman (2x), Jan Tielbaard, Jan Horst                              | Jan ten Wolde (2x), Herman Strokappe                                     |
| 1955/56                                                                                                | Eerste klasse 1955/56              | Go Ahead        | 2–2 | PEC             | Eef Wink (e.d.), Jan ten Wolde                                           | Thijs van der Graaf (2x)                                                 |
| 1956/57                                                                                                | Tweede divisie 1956/57             | PEC             | 5–2 | Go Ahead        | Jan Horst (3x), Bennie Nijboer, Gerard Brouwer                           | Joop Butter, Henk Strokappe                                              |
| 1956/57                                                                                                | Tweede divisie 1956/57             | Go Ahead        | 3–0 | PEC             | Tonny van Gelder (2x), Joop Butter                                       |                                                                          |
| 1957/58                                                                                                | Tweede divisie 1957/58             | PEC             | 1–1 | Go Ahead        | Gerrit van der Weerthof                                                  | Jan ten Wolde                                                            |
| 1957/58                                                                                                | Tweede divisie 1957/58             | Go Ahead        | 4–2 | PEC             | Willy Mos (3x), Jan Groninger                                            | Jan Horst, Jan Tielbaard                                                 |
| 1958/59                                                                                                | Tweede divisie 1958/59             | PEC             | 1–2 | Go Ahead        | Leo Koopman                                                              | Joop Butter, Jan Groninger                                               |
| 1958/59                                                                                                | Tweede divisie 1958/59             | Go Ahead        | 3–1 | PEC             | Willy Mos (3x)                                                           | Leo Koopma                                                               |
| 1960/61                                                                                                | KNVB beker 1960/61                 | Go Ahead        | 4–5 | PEC             | Frank Ensink, Henk van Brussel, Henk ten Brink, Joop Butter              | Leo Koopman (3x), Dirk van de Wetering (2x)                              |
| 1963/64                                                                                                | KNVB beker 1963/64                 | PEC             | 1–2 | Go Ahead        | Wannie Sterken                                                           | Egbert ter Mors, Gerrit Niehaus                                          |
| 1967/68                                                                                                | KNVB beker 1967/68                 | Go Ahead        | 3–0 | PEC             | Koos Knoef, Gerrit Niehaus, Jan Veenstra                                 |                                                                          |
| 1978/79                                                                                                | Eredivisie 1978/79                 | PEC Zwolle      | 1–1 | Go Ahead Eagles | Tjeerd van 't Land                                                       | Dick Schneider                                                           |
| 1978/79                                                                                                | Eredivisie 1978/79                 | Go Ahead Eagles | 2–2 | PEC Zwolle      | Jo Körver, Jan Groeneweg                                                 | Carry Steinvoort, Jesper Rasmussen                                       |
| 1979/80                                                                                                | Eredivisie 1979/80                 | PEC Zwolle      | 2–1 | Go Ahead Eagles | Koko Hoekstra, Ron Jans                                                  | Henk ten Cate                                                            |
| 1979/80                                                                                                | Eredivisie 1979/80                 | Go Ahead Eagles | 0–0 | PEC Zwolle      |                                                                          |                                                                          |
| 1980/81                                                                                                | Eredivisie 1980/81                 | PEC Zwolle      | 2–0 | Go Ahead Eagles | John Frandsen, Peter van der Hengst                                      |                                                                          |
| 1980/81                                                                                                | Eredivisie 1980/81                 | Go Ahead Eagles | 3–3 | PEC Zwolle      | John Oude Wesselink (2x), Cees van Kooten                                | Klaas Drost, Rinus Israël, Ron Jans                                      |
| 1980/81                                                                                                | KNVB beker 1980/81                 | PEC Zwolle      | 1–2 | Go Ahead Eagles | Ron Jans                                                                 | Cees van Kooten, Dick Schneider                                          |
| 1980/81                                                                                                | KNVB beker 1980/81                 | Go Ahead Eagles | 1–1 | PEC Zwolle      | Cees van Kooten                                                          | Koko Hoekstra                                                            |
| 1981/82                                                                                                | Eredivisie 1981/82                 | PEC Zwolle      | 3–0 | Go Ahead Eagles | Alex Booy, Jan Hendriksen, Peter van der Hengst                          |                                                                          |
| 1981/82                                                                                                | Eredivisie 1981/82                 | Go Ahead Eagles | 2–2 | PEC Zwolle      | Gerdo Hazelhekke (2x)                                                    | John Holshuijsen, John Delamere                                          |
| 1982/83                                                                                                | Eredivisie 1982/83                 | PEC Zwolle '82  | 0–1 | Go Ahead Eagles |                                                                          | Henk ten Cate                                                            |
| 1982/83                                                                                                | Eredivisie 1982/83                 | Go Ahead Eagles | 2–1 | PEC Zwolle '82  | Ton Witbaard (2x)                                                        | Cees van Kooten                                                          |
| 1983/84                                                                                                | Eredivisie 1983/84                 | PEC Zwolle '82  | 1–1 | Go Ahead Eagles | Cees van Kooten                                                          | Eddy Bosman                                                              |
| 1983/84                                                                                                | Eredivisie 1983/84                 | Go Ahead Eagles | 2–0 | PEC Zwolle '82  | Eddy Bosman, Wim Woudsma                                                 |                                                                          |
| 1984/85                                                                                                | Eredivisie 1984/85                 | PEC Zwolle '82  | 1–0 | Go Ahead Eagles | Peter van der Hengst                                                     |                                                                          |
| 1984/85                                                                                                | Eredivisie 1984/85                 | Go Ahead Eagles | 4–0 | PEC Zwolle '82  | Peter Brouwer (2x), Wim Woudsma, Mike Small                              |                                                                          |
| 1984/85                                                                                                | KNVB beker 1984/85                 | Go Ahead Eagles | 2–1 | PEC Zwolle '82  | Henk ten Cate, Roy Tular                                                 | Jürgen Müller                                                            |
| 1986/87                                                                                                | Eredivisie 1986/87                 | PEC Zwolle '82  | 1–1 | Go Ahead Eagles | Henny Verschoor                                                          | Michel Boerebach                                                         |
| 1986/87                                                                                                | Eredivisie 1986/87                 | Go Ahead Eagles | 0–3 | PEC Zwolle '82  |                                                                          | Foeke Booy, Edwin van Ankeren, Tjalling Dilling (e.d.)                   |
| 1989/90                                                                                                | Eerste divisie 1989/90             | PEC Zwolle '82  | 0–2 | Go Ahead Eagles |                                                                          | Harry Decheiver, Gert van den Brink                                      |
| 1989/90                                                                                                | Eerste divisie 1989/90             | Go Ahead Eagles | 0–1 | PEC Zwolle '82  |                                                                          | Jos van Eck                                                              |
| 1990/91                                                                                                | Eerste divisie 1990/91             | FC Zwolle       | 2–1 | Go Ahead Eagles | Max Huiberts (2x)                                                        | Stanley de Haas                                                          |
| 1990/91                                                                                                | Eerste divisie 1990/91             | Go Ahead Eagles | 4–2 | FC Zwolle       | Gert van den Brink, Marthijn Pothoven, Marc Overmars, Paul Bosvelt       | Richard Roelofsen, Edwin Duim                                            |
| 1991/92                                                                                                | Eerste divisie 1991/92             | FC Zwolle       | 2–0 | Go Ahead Eagles | Martin Reijnders, Edwin Timmerman                                        |                                                                          |
| 1991/92                                                                                                | Eerste divisie 1991/92             | Go Ahead Eagles | 3–1 | FC Zwolle       | Jeroen Boere (2x), Marco Heering                                         | Henk Buimer                                                              |
| 1994/95                                                                                                | KNVB beker 1994/95                 | FC Zwolle       | 1–2 | Go Ahead Eagles | Henri van der Vegt                                                       | Marthijn Pothoven, Dennis Hulshoff                                       |
| 1996/97                                                                                                | Eerste divisie 1996/97             | FC Zwolle       | 2–0 | Go Ahead Eagles | André van Tuinen, Claus Boekweg                                          |                                                                          |
| 1996/97                                                                                                | Eerste divisie 1996/97             | Go Ahead Eagles | 0–1 | FC Zwolle       |                                                                          | Jan Bruin                                                                |
| 1997/98                                                                                                | Eerste divisie 1997/98             | FC Zwolle       | 4–1 | Go Ahead Eagles | Arne Slot, Jan Bruin, Harry Sinkgraven, Claus Boekweg                    | Marcel Muhlack                                                           |
| 1997/98                                                                                                | Eerste divisie 1997/98             | Go Ahead Eagles | 3–3 | FC Zwolle       | Jochem de Weerdt (2x), Jan Michels                                       | Jan Bruin, André van Tuinen, Arjan Bosschaart                            |
| 1998/99                                                                                                | Eerste divisie 1998/99             | FC Zwolle       | 3–1 | Go Ahead Eagles | Sieme Zijm, Gerald van den Belt, Sami Ristilä                            | Bram Marbus                                                              |
| 1998/99                                                                                                | Eerste divisie 1998/99             | Go Ahead Eagles | 2–3 | FC Zwolle       | Hendrie Krüzen, John Stegeman                                            | Arne Slot (2x), Robert Wijnands                                          |
| 1998/99                                                                                                | KNVB beker 1998/99                 | FC Zwolle       | 5–2 | Go Ahead Eagles | Dirk Jan Derksen (2x), Marco Roelofsen, Arne Slot, Patrick Peelen (e.d.) | Victor Sikora, Bram Marbus                                               |
| 1999/00                                                                                                | Eerste divisie 1999/00             | FC Zwolle       | 1–1 | Go Ahead Eagles | Arne Slot                                                                | Mike Zonneveld                                                           |
| 1999/00                                                                                                | Eerste divisie 1999/00             | Go Ahead Eagles | 2–3 | FC Zwolle       | John Stegeman, Dick Kooijman                                             | Dirk-Jan Derksen, Arjan Bosschaart, Ignacio Tuhuteru                     |
| 2000/01                                                                                                | Eerste divisie 2000/01             | FC Zwolle       | 4–1 | Go Ahead Eagles | Gerald van den Belt, Arne Slot, Henk van Steeg, Arjan Bosschaart         | Hans van Arum                                                            |
| 2000/01                                                                                                | Eerste divisie 2000/01             | Go Ahead Eagles | 0–2 | FC Zwolle       |                                                                          | Claus Boekweg, Richard Roelofsen                                         |
| 2001/02                                                                                                | Eerste divisie 2001/02             | FC Zwolle       | 4–1 | Go Ahead Eagles | Arjan Bosschaart, Robert Wijnands, Arne Slot, Dominggus Lim-Duan         | Niki Leferink                                                            |
| 2001/02                                                                                                | Eerste divisie 2001/02             | Go Ahead Eagles | 0–1 | FC Zwolle       |                                                                          | Henk van Steeg                                                           |
| 2002/03                                                                                                | Nacompetitie                       | FC Zwolle       | 2–1 | Go Ahead Eagles | Arjan Bosschaart, Marco Roelofsen                                        | Hubert Dijk                                                              |
| 2002/03                                                                                                | Nacompetitie                       | Go Ahead Eagles | 2–3 | FC Zwolle       | Dick Kooijman, Bram Marbus                                               | Dominggus Lim-Duan, Albert van der Haar, Ivan Tsvetkov                   |
| 2004/05                                                                                                | Eerste divisie 2004/05             | FC Zwolle       | 2–1 | Go Ahead Eagles | Bert Zuurman, Ruud Berger                                                | Ignacio Tuhuteru                                                         |
| 2004/05                                                                                                | Eerste divisie 2004/05             | Go Ahead Eagles | 4–2 | FC Zwolle       | Marco Parnela, Wouter van den Herik, Coen Zwollo, Niels Kokmeijer        | Ruud Berger, Ivar van Dinteren                                           |
| 2005/06                                                                                                | Eerste divisie 2005/06             | FC Zwolle       | 4–0 | Go Ahead Eagles | Dion Esajas (2x), Tjeerd Korf, Ivar van Dinteren                         |                                                                          |
| 2005/06                                                                                                | Eerste divisie 2005/06             | Go Ahead Eagles | 1–1 | FC Zwolle       | Sjors Brugge                                                             | Santi Kolk                                                               |
| 2006/07                                                                                                | Eerste divisie 2006/07             | FC Zwolle       | 3–0 | Go Ahead Eagles | Duncan van Moll, Anco Jansen, Silvino Soares                             |                                                                          |
| 2006/07                                                                                                | Eerste divisie 2006/07             | Go Ahead Eagles | 1–1 | FC Zwolle       | Sjoerd Ars                                                               | Tjeerd Korf                                                              |
| 2007/08                                                                                                | Eerste divisie 2007/08             | FC Zwolle       | 1–0 | Go Ahead Eagles | Albert van der Haar                                                      |                                                                          |
| 2007/08                                                                                                | Eerste divisie 2007/08             | Go Ahead Eagles | 3–1 | FC Zwolle       | Orlando Smeekes (2x), Achmed Ahahaoui                                    | Danny Holla                                                              |
| 2007/08                                                                                                | KNVB beker 2007/08                 | FC Zwolle       | 1–0 | Go Ahead Eagles | Marcel Kleizen                                                           |                                                                          |
| 2008/09                                                                                                | Eerste divisie 2008/09             | FC Zwolle       | 1–0 | Go Ahead Eagles | Albert van der Haar                                                      |                                                                          |
| 2008/09                                                                                                | Eerste divisie 2008/09             | Go Ahead Eagles | 0–1 | FC Zwolle       |                                                                          | Derk Boerrigter                                                          |
| 2009/10                                                                                                | Eerste divisie 2009/10             | FC Zwolle       | 1–0 | Go Ahead Eagles | Danny Schreurs                                                           |                                                                          |
| 2009/10                                                                                                | Eerste divisie 2009/10             | Go Ahead Eagles | 1–0 | FC Zwolle       | Jules Reimerink                                                          |                                                                          |
| 2010/11                                                                                                | Eerste divisie 2010/11             | FC Zwolle       | 3–1 | Go Ahead Eagles | Sjoerd Ars (3x)                                                          | Joep van den Ouweland                                                    |
| 2010/11                                                                                                | Eerste divisie 2010/11             | Go Ahead Eagles | 1–3 | FC Zwolle       | Koen van der Biezen                                                      | Sjoerd Ars (2x), Arne Slot                                               |
| 2011/12                                                                                                | Eerste divisie 2011/12             | FC Zwolle       | 0–0 | Go Ahead Eagles |                                                                          |                                                                          |
| 2011/12                                                                                                | Eerste divisie 2011/12             | Go Ahead Eagles | 0–1 | FC Zwolle       |                                                                          | Bart van Hintum                                                          |
| 2012/13                                                                                                | KNVB beker 2012/13                 | Go Ahead Eagles | 2–3 | PEC Zwolle      | Xander Houtkoop, Cas Peters                                              | Fred Benson (2x), Youness Mokhtar                                        |
| 2013/14                                                                                                | Eredivisie 2013/14                 | PEC Zwolle      | 2–0 | Go Ahead Eagles | Jesper Drost, Guyon Fernandez                                            |                                                                          |
| 2013/14                                                                                                | Eredivisie 2013/14                 | Go Ahead Eagles | 4–1 | PEC Zwolle      | Doke Schmidt, Erik Falkenburg, Jarchinio Antonia, Jop van der Linden     | Stefan Nijland                                                           |
| 2014/15                                                                                                | Eredivisie 2014/15                 | PEC Zwolle      | 0–1 | Go Ahead Eagles |                                                                          | Jeffrey Rijsdijk                                                         |
| 2014/15                                                                                                | Eredivisie 2014/15                 | Go Ahead Eagles | 3–2 | PEC Zwolle      | Jeffrey Rijsdijk, Fernando Lewis, Bart Vriends                           | Stefan Nijland, Tomáš Necid                                              |
| 2016/17                                                                                                | Eredivisie 2016/17                 | PEC Zwolle      | 3–1 | Go Ahead Eagles | Queensy Menig, Mustafa Saymak, Danny Holla                               | Sander Fischer                                                           |
| 2016/17                                                                                                | Eredivisie 2016/17                 | Go Ahead Eagles | 1–3 | PEC Zwolle      | Pedro Chirivella                                                         | Queensy Menig, Django Warmerdam, Bram van Polen                          |
| 2021/22                                                                                                | Eredivisie 2021/22                 | Go Ahead Eagles | 1–0 | PEC Zwolle      | Giannis Fivos Botos                                                      |                                                                          |
| 2021/22                                                                                                | Eredivisie 2021/22                 | PEC Zwolle      | 0–1 | Go Ahead Eagles |                                                                          | Philippe Rommens                                                         |
| 2023/24                                                                                                | Eredivisie 2023/24                 | PEC Zwolle      | 1–1 | Go Ahead Eagles | Eliano Reijnders                                                         | Oliver Edvardsen                                                         |
| 2023/24                                                                                                | Eredivisie 2023/24                 | Go Ahead Eagles | 1–1 | PEC Zwolle      | Mats Deijl                                                               | Lennart Thy                                                              |
| 2024/25                                                                                                | Eredivisie 2024/25                 | Go Ahead Eagles | 2–2 | PEC Zwolle      | Oliver Edvardsen, Enric Llansana                                         | Davy van den Berg, Jamiro Monteiro                                       |
| 2024/25                                                                                                | Eredivisie 2024/25                 | PEC Zwolle      | 1–1 | Go Ahead Eagles | Younes Namli                                                             | Evert Linthorst                                                          |
| Tabel voor het laatst bijgewerkt tot de wedstrijd PEC Zwolle – Go Ahead Eagles (1 – 1) op 11 mei 2025. |                                    |                 |     |                 |                                                                          |                                                                          |

## Statistieken

### Wedstrijdstatistieken
| Wedstrijdenstatistieken                                                                                | Wedstrijdenstatistieken | Wedstrijdenstatistieken | Wedstrijdenstatistieken | Wedstrijdenstatistieken | Wedstrijdenstatistieken | Wedstrijdenstatistieken |
| Competitie                                                                                             | Wedst.                  | PEC                     | Gelijk                  | GAE                     | DPEC                    | DGAE                    |
| --- | ----------------------- | ----------------------- | ----------------------- | ----------------------- | ----------------------- | ----------------------- |
| Eredivisie                                                                                             | 28                      | 8                       | 11                      | 9                       | 38                      | 37                      |
| Eerste klasse                                                                                          | 26                      | 8                       | 3                       | 15                      | 37                      | 67                      |
| Eerste divisie                                                                                         | 34                      | 23                      | 5                       | 6                       | 64                      | 35                      |
| Tweede divisie                                                                                         | 6                       | 1                       | 1                       | 4                       | 10                      | 15                      |
| KNVB beker                                                                                             | 10                      | 4                       | 1                       | 5                       | 19                      | 20                      |
| Nacompetitie                                                                                           | 2                       | 2                       | 0                       | 0                       | 5                       | 3                       |
| Promotiecompetitie                                                                                     | 2                       | 1                       | 1                       | 0                       | 4                       | 2                       |
| Beslissingswedstrijd                                                                                   | 1                       | 0                       | 0                       | 1                       | 1                       | 2                       |
| TOTAAL                                                                                                 | 109                     | 47                      | 22                      | 40                      | 178                     | 181                     |
| Tabel voor het laatst bijgewerkt tot de wedstrijd PEC Zwolle – Go Ahead Eagles (1 – 1) op 11 mei 2025. |                         |                         |                         |                         |                         |                         |

### Doelpuntenmakers

#### Go Ahead Eagles
9 doelpunten
- Jan de Kreek
- Roelof de Vries

7 doelpunten
- Henny Koopman
- Kees Kerkdijk

6 doelpunten
- Jan Kolkman
- Willy Mos

4 doelpunten
- Jan ten Wolde
- Joop Butter
- Herman Koopman

3 doelpunten
- Theo de Kreek
- Roelofs
- Cees van Kooten
- Henk ten Cate
- Bram Marbus

2 doelpunten
- Harry Wagenvoort
- Bloemendal
- Van de Marcke
- A. Kolkman
- Tonny van Gelder
- Jan Groninger
- Gerrit Niehaus
- Dick Schneider
- John Oude Wesselink
- Gerdo Hazelhekke
- Ton Witbaard
- Eddy Bosman
- Wim Woudsma
- Peter Brouwer
- Gert van den Brink
- Marthijn Pothoven
- Jeroen Boere
- Jochem de Weerdt
- John Stegeman
- Dick Kooijman
- Orlando Smeekes
- Jeffrey Rijsdijk
- Oliver Edvardsen

1 doelpunten
- Herman Brilleman
- Cornelis Vos
- Matena
- Van Beest
- Neuteboom
- Richard Buiting
- Jan Halle
- Kieftenbelt
- Herman Strokappe
- Henk Strokappe
- Frank Ensink
- Henk van Brussel
- Henk ten Brink
- Egbert ter Mors
- Koos Knoef
- Jan Veenstra
- Jo Körver
- Jan Groeneweg
- Mike Small
- Roy Tular
- Michel Boerebach
- Harry Decheiver
- Stanley de Haas
- Marc Overmars
- Paul Bosvelt
- Marco Heering
- Dennis Hulshoff
- Marcel Muhlack
- Jan Michels
- Hendrie Krüzen
- Victor Sikora
- Mike Zonneveld
- Hans van Arum
- Niki Leferink
- Hubert Dijk
- Ignacio Tuhuteru
- Marco Parnela
- Wouter van den Herik
- Coen Zwollo
- Niels Kokmeijer
- Sjors Brugge
- Sjoerd Ars
- Achmed Ahahaoui
- Jules Reimerink
- Joep van den Ouweland
- Koen van der Biezen
- Xander Houtkoop
- Cas Peters
- Doke Schmidt
- Erik Falkenburg
- Jarchinio Antonia
- Jop van der Linden
- Fernando Lewis
- Bart Vriends
- Sander Fischer
- Pedro Chirivella
- Giannis Fivos Botos
- Philippe Rommens
- Mats Deijl
- Enric Llansana
- Evert Linthorst

Eigen doelpunten
- Piet Vogelzang
- Eef Wink

#### PEC Zwolle
9 doelpunten
- Huub Pallandt

8 doelpunten
- Arne Slot

6 doelpunten
- Arjan Bosschaart

5 doelpunten
- Cornelis Mulder
- Jan Horst
- Leo Koopman
- Sjoerd Ars

3 doelpunten
- Jan van der Meulen
- Lulof Heetjans
- Ron Jans
- Peter van der Hengst
- Claus Boekweg
- Jan Bruin
- Dirk Jan Derksen
- Albert van der Haar

2 doelpunten
- Philip de Bruijn
- Frans Tausch
- Joop Schuman
- Jan Tielbaard
- Thijs van der Graaf
- Dirk van de Wetering
- Koko Hoekstra
- Cees van Kooten
- Max Huiberts
- Richard Roelofsen
- André van Tuinen
- Gerald van den Belt
- Robert Wijnands
- Marco Roelofsen
- Henk van Steeg
- Dominggus Lim-Duan
- Ruud Berger
- Ivar van Dinteren
- Dion Esajas
- Tjeerd Korf
- Fred Benson
- Stefan Nijland
- Danny Holla
- Queensy Menig

1 doelpunt
- Tom Knuppel
- Lourents van der Bend
- Coen van Brummen
- Gé Maalstee
- Bas Doorneweert
- Jan Manni
- Wim Velthuizen
- De Bruyn
- Kaiser
- Theo Eikenaar
- Harry Kliphuis
- Jan Doorneweert
- Bennie Nijboer
- Gerard Brouwer
- Gerrit van der Weerthof
- Wannie Sterken
- Tjeerd van 't Land
- Carry Steinvoort
- Jesper Rasmussen
- John Frandsen
- Klaas Drost
- Rinus Israël
- Alex Booij
- Jan Hendriksen
- John Holshuijsen
- John Delamere
- Jürgen Müller
- Henny Verschoor
- Foeke Booy
- Jos van Eck
- Edwin Duim
- Martin Reijnders
- Edwin Timmerman
- Henk Buimer
- Henri van der Vegt
- Harry Sinkgraven
- Sieme Zijm
- Sami Ristilä
- Ignacio Tuhuteru
- Ivan Tsvetkov
- Bert Zuurman
- Santi Kolk
- Duncan van Moll
- Anco Jansen
- Silvino Soares
- Marcel Kleizen
- Derk Boerrigter
- Danny Schreurs
- Bart van Hintum
- Youness Mokhtar
- Jesper Drost
- Guyon Fernandez
- Tomáš Necid
- Mustafa Saymak
- Django Warmerdam
- Bram van Polen
- Eliano Reijnders
- Lennart Thy
- Davy van den Berg
- Jamiro Monteiro
- Younes Namli

Eigen doelpunten
- Tjalling Dilling
- Patrick Peelen

## Overstappers
| Seizoen | Speler               | Van             | Naar            | Transfer/bijzonderheid                                                                                     |
| ------- | -------------------- | --------------- | --------------- | --- |
| 1965/66 | Anton Goedhart       | Go Ahead        | PEC             | Directe transfer                                                                                           |
| 1967/68 | Harrie Lammers       | Go Ahead        | PEC             | Directe transfer                                                                                           |
| 1967/68 | Ab Langevoort        | Go Ahead        | PEC             | Directe transfer                                                                                           |
| 1968/69 | Jan Bulteel          | Go Ahead        | PEC             | Directe transfer                                                                                           |
| 1969/70 | Gerrit Borghuis      | Go Ahead        | PEC             | Speelde tussendoor bij Heracles, DWS en Kansas City Spurs                                                  |
| 1969/70 | Pepe Fernandez       | PEC             | Go Ahead        | Op huurbasis                                                                                               |
| 1969/70 | Martin Haar          | PEC             | Go Ahead        | Directe transfer                                                                                           |
| 1969/70 | Hennie Spijkerman    | PEC             | Go Ahead        | Directe transfer                                                                                           |
| 1972/73 | Egbert ter Mors      | Go Ahead Eagles | PEC Zwolle      | Directe transfer                                                                                           |
| 1974/75 | Jan Veenstra         | Go Ahead Eagles | PEC Zwolle      | Directe transfer                                                                                           |
| 1975/76 | Jan Veerman          | Go Ahead Eagles | PEC Zwolle      | Directe transfer                                                                                           |
| 1976/77 | Henk Warnas          | Go Ahead Eagles | PEC Zwolle      | Directe transfer                                                                                           |
| 1979/80 | Jan de Boer          | PEC Zwolle      | Go Ahead Eagles | Werd aan beide clubs verhuurd door sc Heerenveen                                                           |
| 1982/83 | Cees van Kooten      | Go Ahead Eagles | PEC Zwolle '82  | Directe transfer                                                                                           |
| 1982/83 | Grads Fühler         | PEC Zwolle '82  | Go Ahead Eagles | Op huurbasis                                                                                               |
| 1983/84 | Jan Groeneweg        | PEC Zwolle '82  | Go Ahead Eagles | Speelde tussendoor bij FC Wageningen                                                                       |
| 1983/84 | Jan de Boer          | Go Ahead Eagles | PEC Zwolle '82  | Werd aan beide clubs verhuurd door sc Heerenveen                                                           |
| 1984/85 | Alex Kamstra         | PEC Zwolle '82  | Go Ahead Eagles | Directe transfer                                                                                           |
| 1985/86 | Alex Kamstra         | Go Ahead Eagles | PEC Zwolle '82  | Directe transfer                                                                                           |
| 1988/89 | Harry Buisman        | PEC Zwolle '82  | Go Ahead Eagles | Directe transfer                                                                                           |
| 1990/91 | Gert van den Brink   | FC Zwolle       | Go Ahead Eagles | Speelde tussendoor bij een andere club                                                                     |
| 1992/93 | Jan Michels          | FC Zwolle       | Go Ahead Eagles | Directe transfer                                                                                           |
| 1992/93 | Robert Maaskant      | Go Ahead Eagles | FC Zwolle       | Speelde tussendoor bij FC Emmen en Motherwell FC                                                           |
| 1993/94 | Harry Buisman        | Go Ahead Eagles | FC Zwolle       | Speelde tussendoor bij SV Spakenburg (ama)                                                                 |
| 1995/96 | René Grotenhuis      | FC Zwolle       | Go Ahead Eagles | Directe transfer                                                                                           |
| 1995/96 | Alfred Knippenberg   | Go Ahead Eagles | FC Zwolle       | Speelde tussendoor bij VVV-Venlo                                                                           |
| 2000/01 | André van Tuinen     | FC Zwolle       | Go Ahead Eagles | Speelde tussendoor bij FC Eindhoven                                                                        |
| 2002/03 | Sieme Zijm           | FC Zwolle       | Go Ahead Eagles | Speelde tussendoor bij Sparta Rotterdam                                                                    |
| 2004/05 | Ignacio Tuhuteru     | FC Zwolle       | Go Ahead Eagles | Speelde tussendoor bij Sc Heerenveen en FC Groningen                                                       |
| 2004/05 | Marco Parnela        | FC Zwolle       | Go Ahead Eagles | Directe transfer                                                                                           |
| 2005/06 | Ivo Rossen           | Go Ahead Eagles | FC Zwolle       | Directe transfer                                                                                           |
| 2005/06 | Jordy Zuidam         | Go Ahead Eagles | FC Zwolle       | Speelde tussendoor bij FC Utrecht                                                                          |
| 2006/07 | Jonathan Vosselman   | FC Zwolle       | Go Ahead Eagles | Speelde in de jeugd van PEC Zwolle daarna bij Be Quick '28 (ama)                                           |
| 2008/09 | Vincent van den Berg | Go Ahead Eagles | FC Zwolle       | Was geleend aan Go Ahead van Arsenal en was daarna geleend aan PEC Zwolle                                  |
| 2008/09 | Jordy Zuidam         | FC Zwolle       | Go Ahead Eagles | Directe transfer                                                                                           |
| 2009/10 | Said Bakkati         | Go Ahead Eagles | FC Zwolle       | Directe transfer                                                                                           |
| 2010/11 | Joey van den Berg    | Go Ahead Eagles | FC Zwolle       | Speelde tussendoor bij MVV Alcides (ama)                                                                   |
| 2010/11 | Sjoerd Ars           | Go Ahead Eagles | FC Zwolle       | Speelde tussendoor bij RBC Roosendaal                                                                      |
| 2012/13 | Joran Pot            | PEC Zwolle      | Go Ahead Eagles | Directe transfer                                                                                           |
| 2013/14 | Theo Vogelsang       | Go Ahead Eagles | PEC Zwolle      | Speelde tussendoor bij FC Twente en Kickers Offenbach                                                      |
| 2015/16 | Norichio Nieveld     | PEC Zwolle      | Go Ahead Eagles | Speelde tussendoor bij FC Eindhoven                                                                        |
| 2015/16 | Mickey van der Hart  | Go Ahead Eagles | PEC Zwolle      | Speelde op huurbasis bij Go Ahead Eagles                                                                   |
| 2015/16 | Dario Tanda          | Go Ahead Eagles | PEC Zwolle      | Had tussendoor geen club                                                                                   |
| 2016/17 | Dario Tanda          | PEC Zwolle      | Go Ahead Eagles | Directe transfer                                                                                           |
| 2016/17 | Rochdi Achenteh      | PEC Zwolle      | Go Ahead Eagles | Speelde tussendoor bij Vitesse en Willem II                                                                |
| 2017/18 | Sander Thomas        | PEC Zwolle      | Go Ahead Eagles | Speelde tussendoor bij Heracles Almelo                                                                     |
| 2019/20 | John Stegeman        | Go Ahead Eagles | PEC Zwolle      | Directe overstap als hoofdtrainer                                                                          |
| 2019/20 | Alexander Bannink    | PEC Zwolle      | Go Ahead Eagles | Speelde tussendoor bij FC Emmen en De Graafschap                                                           |
| 2019/20 | Reza Ghoochannejhad  | Go Ahead Eagles | PEC Zwolle      | Speelde tussendoor bij onder andere sc Heerenveen en SC Cambuur                                            |
| 2021/22 | Warner Hahn          | PEC Zwolle      | Go Ahead Eagles | Speelde op huurbasis bij PEC Zwolle en speelde tussendoor bij onder andere sc Heerenveen en RSC Anderlecht |